# Noitumaa
Noitumaa è il sesto album in studio del gruppo black metal finlandese Ajattara, pubblicato nel 2009.

## Tracce
1. Keuhkosi – 3:11
2. Massat – 3:50
3. Mitä kuolema parantaa? – 3:53
4. Saatana palvoo meitä – 2:36
5. Saveen saarnattu – 4:14
6. Ikuisen aamun sara – 3:16
7. Kielletyn sanat – 3:56
8. Säkeitä riippuneesta lihasta – 3:06
9. Lammas – 4:46

## Formazione
- Ruoja - voce, chitarre
- Tohtori Kuolio - basso
- Malakias IV - batteria
- Raajat - chitarre, organo
- Kalmos - chitarre